# عنفة كابلان

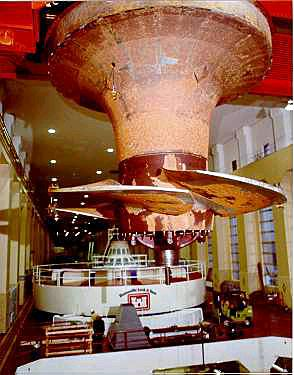

عنفة كابلان هي مروحة من نوع توربينات المياه، التي لها شفرات قابل للتعديل. وقد وضع تصميمها في عام 1913 من قبل البروفسور النمساوي فيكتور كابلان.
عنفة كابلان هي تطور لعنفة فرنسيس. اختراعها أدى إلى كفاءة عالية في إنتاج الطاقة الكهربائية بالتطبيقات المنخفضة والرئيسية، حيث لم يكن ذلك ممكنا مع عنفة فرنسيس.
تستخدم عنفة كابلان الآن على نطاق واسع في جميع أنحاء العالم وعلى انتشار واسع، حيث هي قلب المحطات الكهربائية المنخفضة الإنتاج.

## التطور
حصل فيكتور كابلان - الذي كان يعيش في مدينة برنو التشيكية - على أول براءة اختراع له عام 1912 عن ابتكاره المروحة التوربينية ذات الشفرات (الريش) القابلة للضبط . ولكن احتاج تطوير هذه العنفة بشكل ناجح تجاريا عقدا آخر من السنين. كافح كابلان لحل مشاكل التكهف التي تصيب هذا النوع من العنفات، واضطر عام 1922 لوقف أبحاثه لأسباب صحية.
قام كابلان في عام 1919 بتنصيب وحدة توربينية لاثبات نجاحها بشكل عملي في مدينة بوديبرادي التشيكية. وفي عام 1922 قدم فويث عنفة كابلان جديدة بقدرة 1100 حصان (حوالي 800 كيلو واط) لتستخدم في توليد الطاقة من مياه الأنهار . وفي عام 1924 قامت وحدة ذات عنفة كابلان بقدرة 8 ميغاواط بتجهيز الشبكة الكهربائية لمدينة ليللا ايديت السويدية بالطاقة الكهربائية، مما شكل علامة على النجاح التجاري والقبول الواسع لعنفات كابلان.

## معرض صور

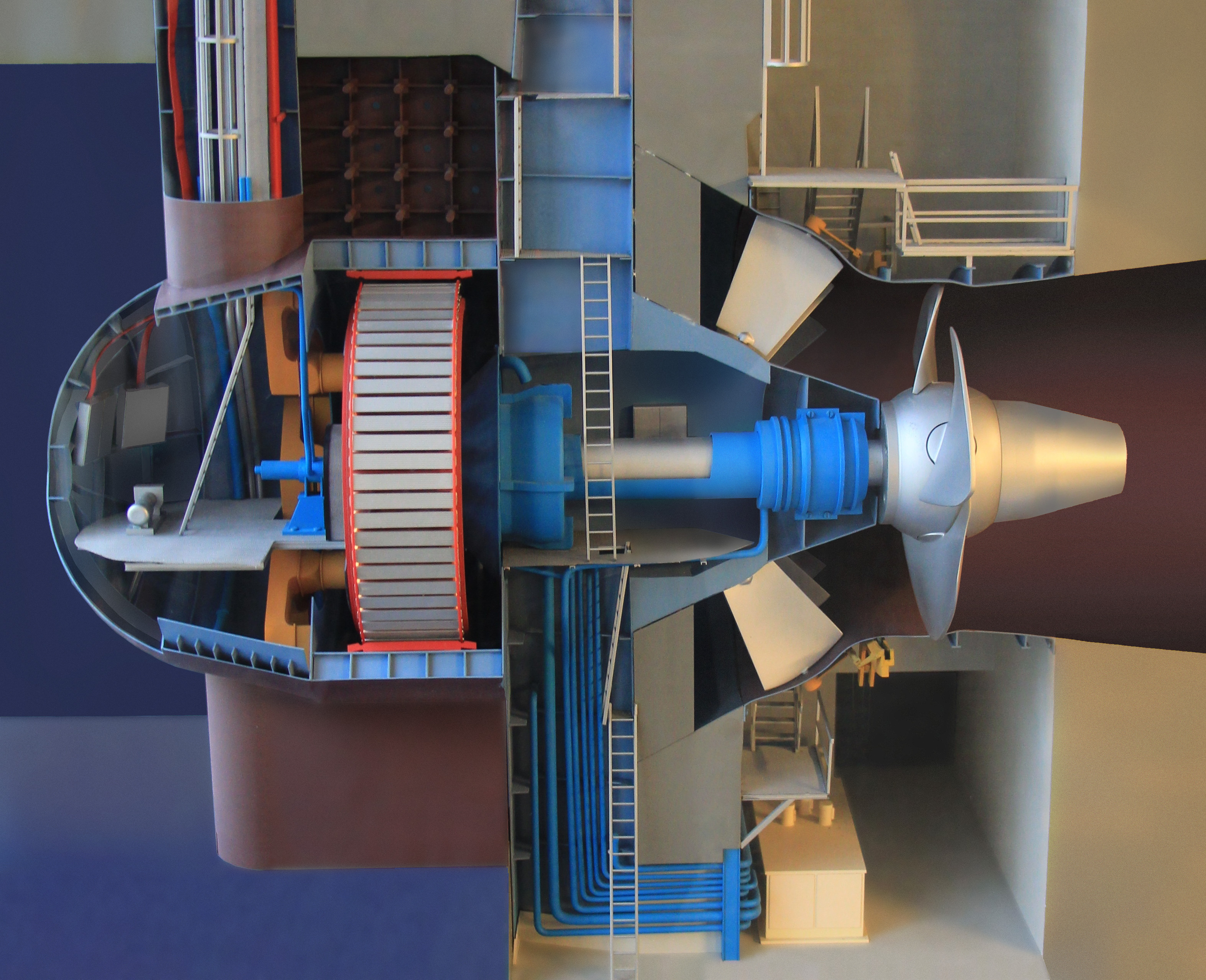
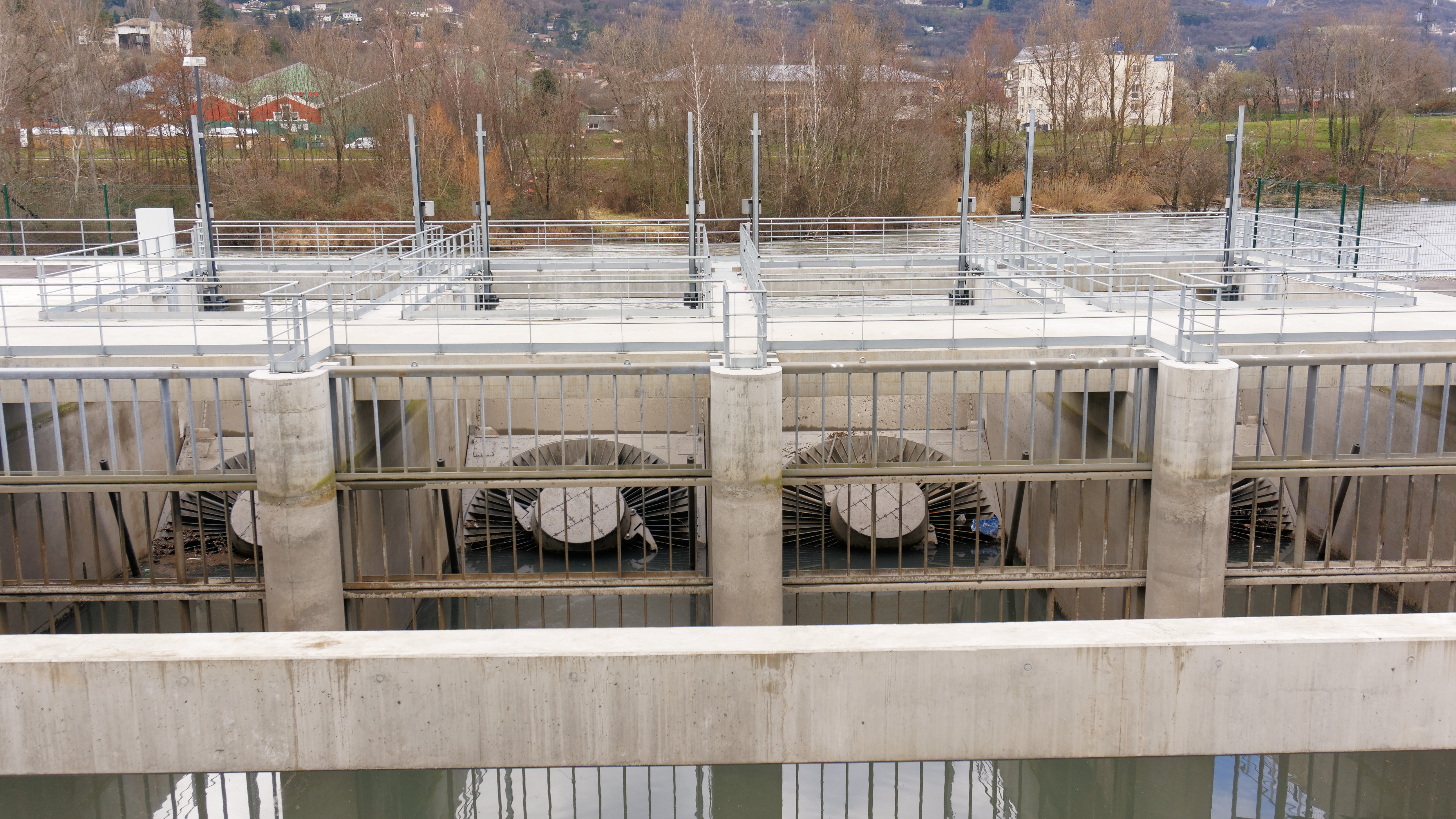
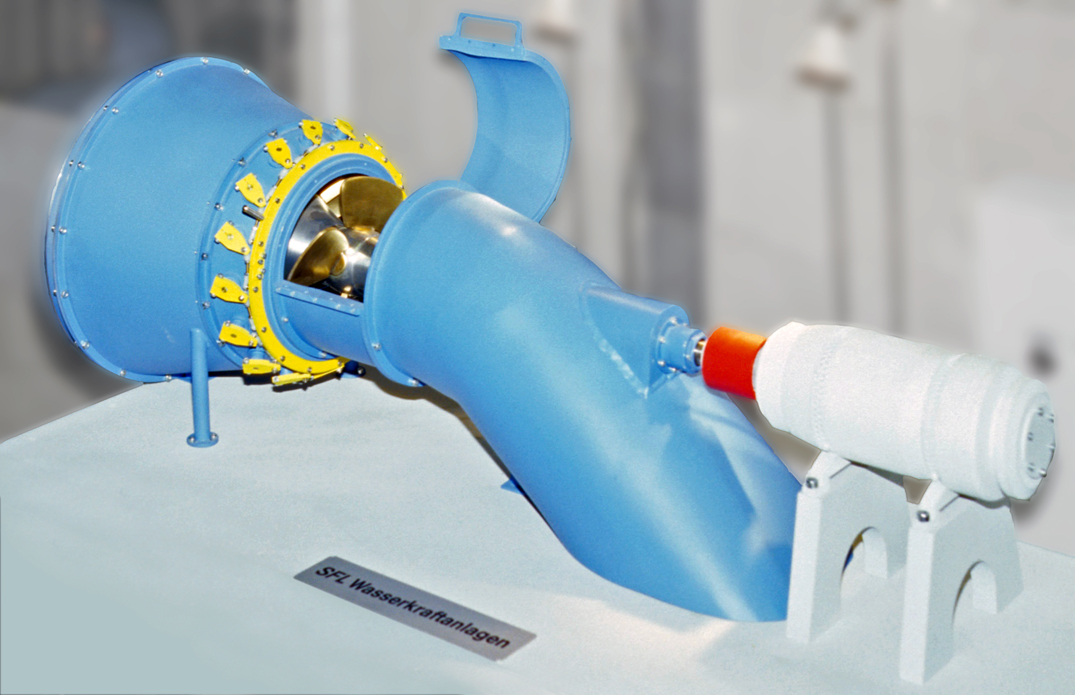

## اقرأ أيضا
- عنفة
- عنفة مائية
- عنفة فرنسيس
- عنفة بلتون